# Luca Bramati
Luca Bramati (Vaprio d'Adda, Ciutat metropolitana de Milà, 6 de novembre de 1968) va ser un ciclista italià especialista en ciclocròs. Va guanyar dues medalles de bronze als Campionats del món.
És cosí del també ciclista Davide Bramati.

## Palmarès en ciclocròs
- 1995-1996
  - 1r a la Copa del món de ciclocròs
  - 1r al Superprestige